# Bergsgatan, Stockholm

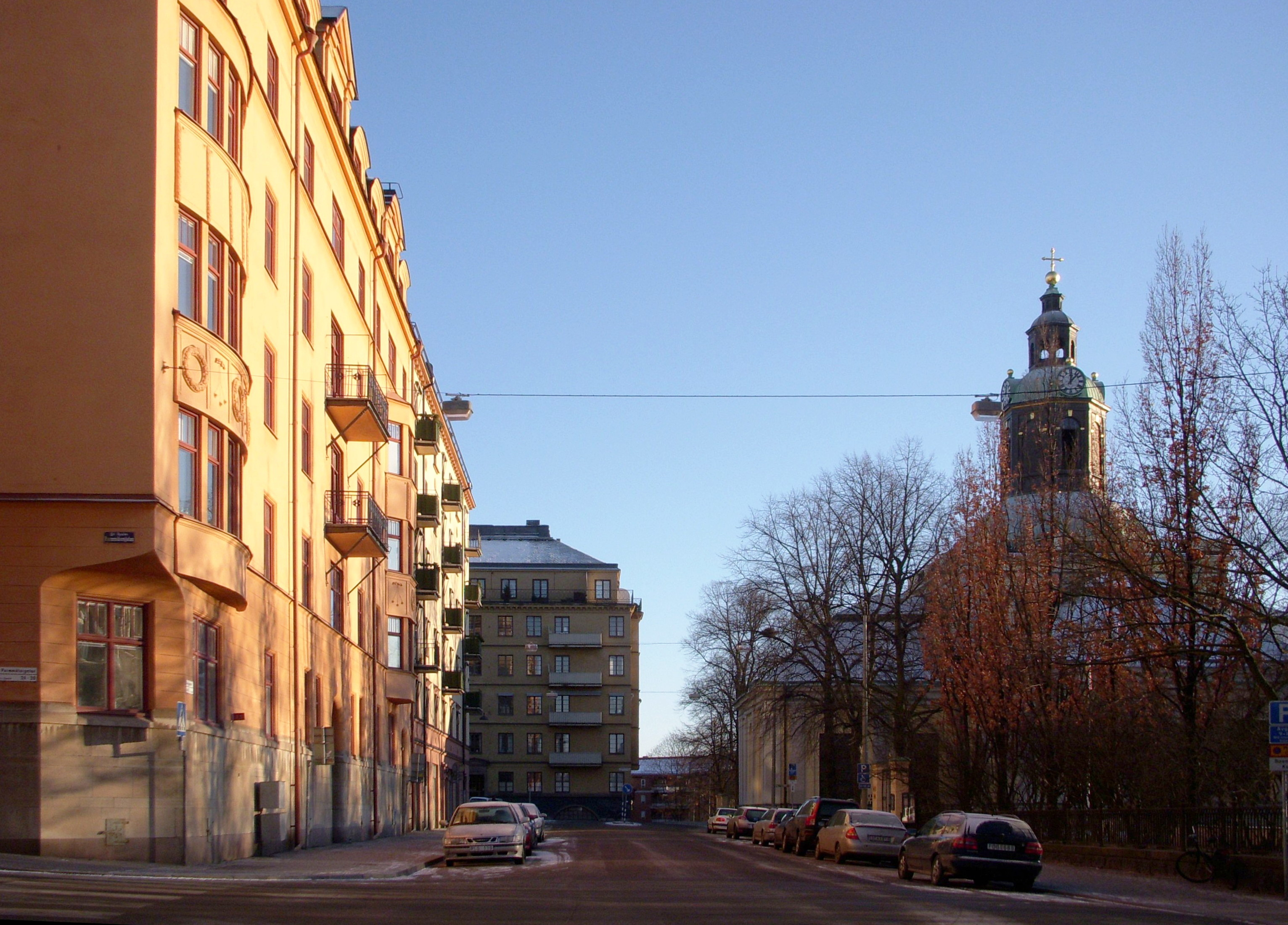
Bergsgatan vid Kungsholms kyrka, 2009.

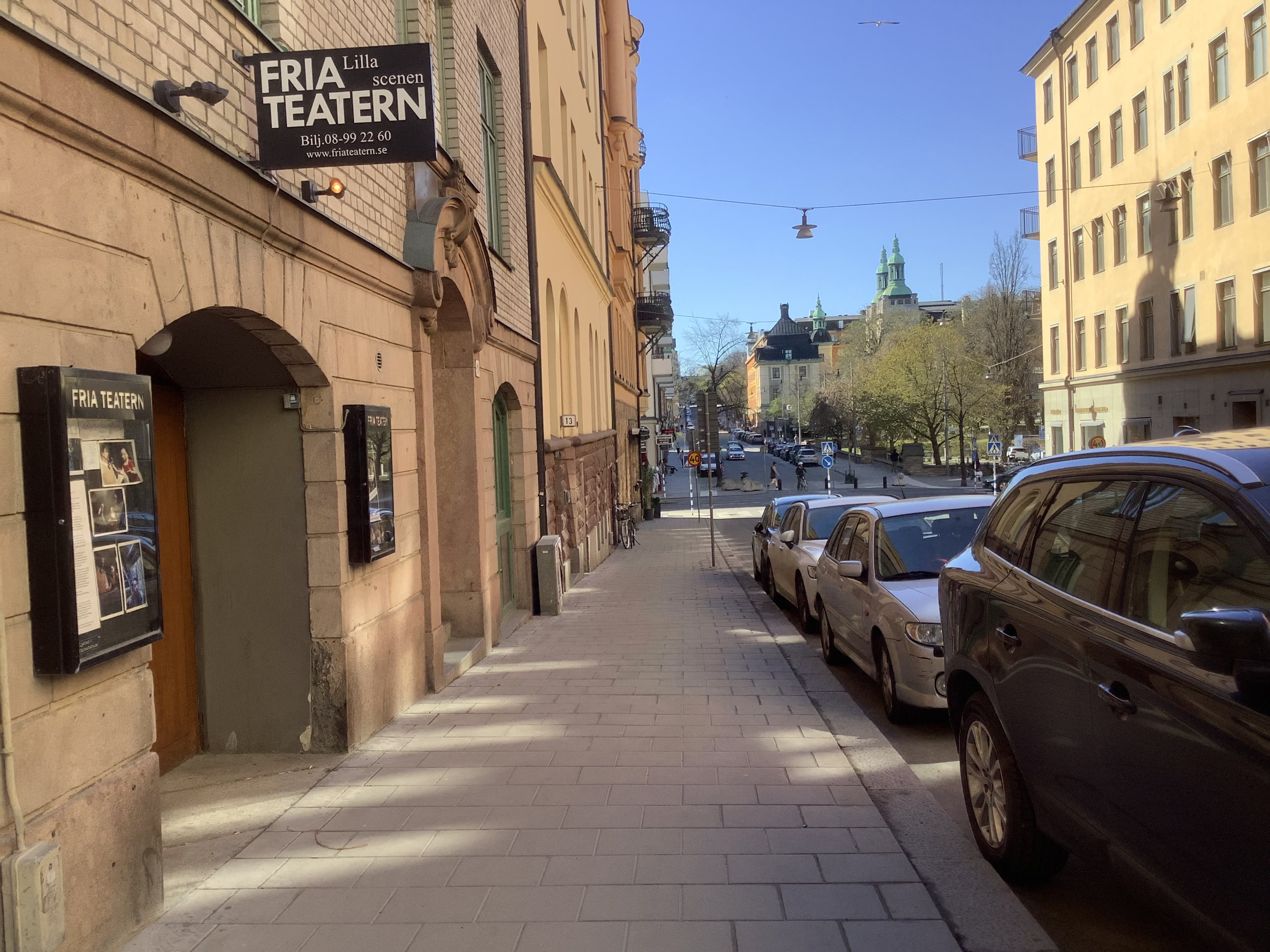
Fria Teatern, Bergsgatan 11. I fonden till höger Polishusparken och Stockholms polishus.

Bergsgatan är en gata på Kungsholmen i Stockholm. Gatan sträcker sig från Kungsholms kyrka i öst till Kronobergsparken i väst och korsar bland annat Scheelegatan och Polhemsgatan.

## Historik

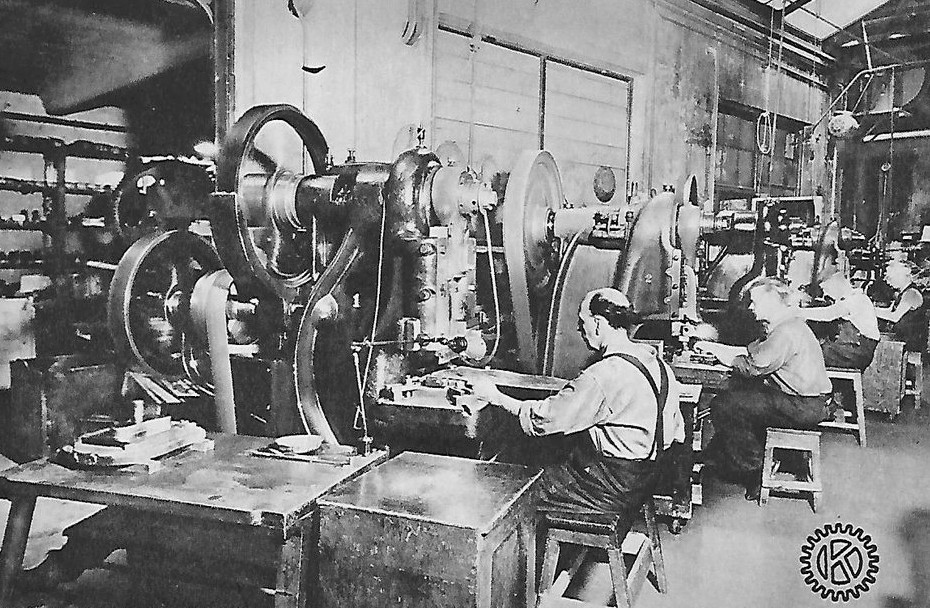
Hallbergs fabrik på Bergsgatan 1945.

Bergsgatan fick sitt namn efter den branta sluttningen upp mot Kvarnberget (idag Kungsklippan). Gatans tidigaste belagda namn är Trädgårdzgathun (1644), namnet användes dock inte i praktiken utan stannade troligen bara på pappret. Från 1660 till 1680-talen fanns inget namn i officiella handlingar, ännu 1682 kallades gatan “den öde långgatan som stannar i berget” (berget i Kronobergsparken). Det besvärliga Kronoberget i Kronobergsparken sprängdes bort först 1906. Sedan Kungsholms kyrka invigdes 1688 användes namn som Kyrkogatan eller Norra Kyrkogatan. 
Det till terrängen relaterade namnet Bärgsgatan är första gången belagt 1697 och avsåg då gatuavsnittet vid Kungsklippan. Gatudelen vid Kronobergsparken hette först på 1750-talet Bergsgatan, i en källa från 1738 kallades den även Beswärsgatan på grund av den besvärliga stigningen. På Kungsholmskartan från 1754 stannar Bergsgatan öster om Kronoberget, fortsättningen västerut var tydligen planerad, då den angavs streckat.
År 1896 lät Hallbergs Guldsmeds AB uppföra en fabrik på Bergsgatan för tillverkning av smycken med mera.
Vid gatan ligger bland andra Kungsholms kyrka (nummer 1), Fria Teatern, Rådhusets tunnelbanestation, Stockholms polishus, samt Kungsholms baptistkyrka (nummer 59).